# Aratashen
Aratashen (en arménien Առատաշեն ; jusqu'en 1978 Zeyva Hayi) est une communauté rurale du marz d'Armavir, en Arménie. Elle compte 3 010 habitants en 2009.